# Франсуа, Майк
Майк Франсуа (англ. Mike Francois, 4 марта 1965 год, Айова, США) — профессиональный американский бодибилдер.

## Биография
Отец Майка был религиозным католиком.
В школьные годы активно занимался американским футболом, но после перенесенной травмы на одной из игр перешёл в бодибилдинг. После школы учился в Братиславе в колледже для проповедников. Во время учебы в колледже женился на Шенон Франсуа. Спустя 1,5 года он серьезно занялся бодибилдингом, оставив карьеру проповедника.

### Карьера в бодибилдинге
Майк Франсуа достиг больших успехов в соревновательном бодибилдинге, начав участвовать в соревнованиях с 1987 года. На турнире «Нейшнлс 1993» Франсуа стал победителем в абсолютной весовой категории. В 1994 году он одержал победы на двух престижных турнирах — Ночь Чемпионов и Чикаго Про. В 1995 победил на "Арнольд Классик", где его главным соперником был Флекс Уиллер. В этом же году ещё две победы на «Сан-Хосе Про» и «Сан-Франциско Про». Дебютировал на «Мистер Олимпия 1995», заняв седьмое место.
В 1997 году культуристу был поставлен диагноз — рак желудка. После более чем полугодового лечения болезнь отступила.
Несмотря на госпитализацию за 3 недели "Мистер Олимпия" 1997, Франкос смог выступить на шоу, заняв там одиннадцатое место. Продолжив терапию после "Олимпии", Майк получил разрешение от врачей готовиться к шоу "Арнольд Классик" в марте 1998, однако за неделю до соревнований снова оказался в больнице. Ситуация была крайне тяжелой, атлет был при смерти, его даже вводили в искусственную кому. Пройдя критическую фазу болезни, Франкос похудел на 29кг.
После перенесенной болезни Майк не смог вернуться в профессиональный бодибилдинг, он стал писать статьи для "Muscle & Fitness" и "FLEX".
Майк Франсуа организовал ESPN’s American Muscle Magazine, где публикуются все последние новости из мира бодибилдинга и даются советы начинающим спортсменам.
Сегодня Майк Франсуа занимается бизнесом. Он владелец компании "Francois Fitness Consultants", которая создает специальные программы занятия спортом. Он организовал ежегодный конкурс "NPC Mike Francois Classic Bodybuilding", "Figure & Bikini Championships", который проходит в штате Огайо (США).

### Антропометрические данные
- Рост атлета — 173 см
- Соревновательная масса тела — 116 кг
- Масса тела в межсезонье — 122 кг

### Силовые показатели
- Жим штанги лежа — 240 кг
- Приседание со штангой — 350 кг
- Становая тяга — 360 кг
- Сумма — 950 кг

### История выступлений
- Мистер Олимпия 1997 — 11 место
- Сан-Франциско Про 1997 — 3 место
- Арнольд Классик 1997 — 3 место
- Сан-Хосе Про 1997 — 3 место
- Мистер Олимпия 1996 — 10 место
- Мистер Олимпия 1995 — 7 место
- Сан-Франциско Про 1995 — 1 место
- Арнольд Классик 1995 — 1 место
- Сан-Хосе Про 1995 — 1 место
- Ночь чемпионов 1994 — 1 место
- Чикаго Про 1994 — 1 место
- Нашионалс 1993 — 1 место
- Нашионалс 1993 — 1 место в категории Тяжелый вес
- Чемпионат США 1993 — 2 место в категории Тяжелый вес
- Чемпионат США 1992 — 3 место в категории Тяжелый вес